# ФК Балкани
Фудбалски клуб Балкани (алб. Klubi Futbollistik Ballkani), познат као Балкани, професионални је фудбалски клуб из Суве Реке. Игра у Суперлиги Републике Косово.
После победе над Шкупијем из Северне Македоније, Балкани је 25. августа 2022. ушао у историју пласиравши се у групну фазу Лиге конференције, поставши први клуб са Косова и Метохије који је стигао до групне фазе УЕФА клупског такмичења.

## Историја
Клуб је основан 1947. године под именом Ринија, а његова је сврха била учешће на разним такмичењима и турнирима који су се организовали у то време. Године 1952. клуб је регистрован и почео да се такмичи у званичним првенствима. Године 1965. променио је име у ФК Балкани након што је власништво над клубом преузела фирма из Суве Реке.
Клуб се прогресивно пењао у лигашком систему Југославије, док је у сезони 1973/74. дошао до Покрајинске лиге Косова. Након тога је испао, али се вратио 1977. и остао све до до 1990-их. Балкани је био један од првих клубова са Косова и Метохије који је напустио лигашки систем којим управља Фудбалски савез Југославије, а уместо тога играо је у непризнатој паралелној Првој лиги Косова све до 2000. године.
У лиги коју организује Фудбалски савез Републике Косово, Балкани је одиграо прву утакмицу против Лирије у Студенчанима. Многи значајни играчи из Суве Реке су започели своје каријере у Балканију, као што су Али Елшани, Арсим Лапатинца, Авни Битичи, Беким Сука, Дервиш Шаља, Ешереф Бериша, Филим Гуразију, Гафур Кабаши, Хајруш Бериша, Хевзи Шаљај, Исуф Асланај, Исуф Колгеци, Љуљзим Колгеци, Мусли Биликбаши, Насер Бериша, Неџат Ељшани, Осман Рамадани, Реџеп Кучи, Салих Хоџа, Урим Биликбаши, Висар Бериша и многи други који су дали вредан допринос афирмацији клуба.

## Стадион
Балкани своје мечеве као домаћин игра на Градском стадиону у Сувој Реци, који има капацитет од 3.000 места, односно 1.500 места за седење.

## Играчи

### Тренутни тим
Ажурирано 1. августа 2024.
| Бр. |          | Позиција | Играч                  |
| --- | -------- | -------- | ---------------------- |
| 1   | Албанија | Г        | Енеа Количи            |
| 2   | Албанија | О        | Гераљб Смајли          |
| 3   | Србија   | О        | Арбер Потоку (капитен) |
| 4   | Србија   | О        | Гентрит Халили         |
| 5   | Србија   | О        | Егзон Синани           |
| 6   | Србија   | С        | Линдон Емерлаху        |
| 7   | Гана     | Н        | Алфред Менса           |
| 8   | Њемачка  | С        | Весељ Лимај            |
| 9   | Нигерија | Н        | Сандеј Адетунџи        |
| 10  | Србија   | Н        | Аљмир Кријезију        |
| 11  | Алжир    | С        | Валид Хамиди           |
| 13  | Србија   | Г        | Арт Мифтари            |
| 14  | Албанија | О        | Марсељ Исмаиљгеци      |
| 15  | Србија   | С        | Арбнор Халитјаха       |

| Бр. |                 | Позиција | Играч                              |
| --- | --------------- | -------- | ---------------------------------- |
| 18  | Србија          | С        | Леонард Шаља                       |
| 19  | Србија          | С        | Енђел Ајзај                        |
| 20  | Србија          | О        | Астит Таћи                         |
| 25  | Албанија        | Н        | Бернард Карица                     |
| 28  | Србија          | С        | Арјољ Блаца                        |
| 32  | Србија          | О        | Бајрам Јашаница (заменик капитена) |
| 34  | Србија          | О        | Мерлинд Кодра                      |
| 33  | Обала Слоноваче | С        | Бангали Дијавара                   |
| 37  | Бразил          | Н        | Ђовани                             |
| 77  | Србија          | С        | Ерис Абедини                       |
| 88  | Бразил          | С        | Кевен                              |
| 92  | Црна Гора       | Г        | Дамир Љуљановић                    |
| 99  | Србија          | Н        | Блеарт Тољај                       |
|     | Албанија        | С        | Ухеид Хоџа                         |

## Балкани у европским такмичењима
| Сезона   | Такмичење              | Коло        | Противник         | Дом. терен | Гос. терен       | Укупно             |
| -------- | ---------------------- | ----------- | ----------------- | ---------- | ---------------- | ------------------ |
| 2022/23. | УЕФА Лига шампиона     | 1. коло кв. | Жалгирис          | 1 : 1      | 0 : 1 (п. с. н.) | 1 : 2              |
| 2022/23. | УЕФА Лига конференције | 2. коло кв. | Ла Фјорита        | 6 : 0      | 4 : 0            | 10 : 0             |
| 2022/23. | УЕФА Лига конференције | 3. коло кв. | Клаксвик          | 3 : 2      | 1 : 2 (п. с. н.) | 4 : 4 (4 : 3 пен.) |
| 2022/23. | УЕФА Лига конференције | Плеј-оф     | Шкупи             | 1 : 0      | 2 : 1            | 3 : 1              |
| 2022/23. | УЕФА Лига конференције | Група Г     | Славија Праг      | 0 : 1      | 2 : 3            | 4.                 |
| 2022/23. | УЕФА Лига конференције | Група Г     | ЧФР Клуж          | 1 : 1      | 0 : 1            | 4.                 |
| 2022/23. | УЕФА Лига конференције | Група Г     | Сиваспор          | 1 : 2      | 4 : 3            | 4.                 |
| 2023/24. | УЕФА Лига шампиона     | 1. коло кв. | Лудогорец Разград | 2 : 0      | 0 : 4            | 2 : 4              |
| 2023/24. | УЕФА Лига конференције | 2. коло кв. | Ларн              | 3 : 0      | 4 : 1            | 7 : 1              |
| 2023/24. | УЕФА Лига конференције | 3. коло кв. | Линколн Ред Импс  | 2 : 0      | 3 : 1            | 5 : 1              |
| 2023/24. | УЕФА Лига конференције | Плеј-оф     | БАТЕ Борисов      | 4 : 1      | 0 : 1            | 4 : 2              |
| 2023/24. | УЕФА Лига конференције | Група Ц     | Динамо Загреб     | 2 : 0      | 0 : 3            | 4.                 |
| 2023/24. | УЕФА Лига конференције | Група Ц     | Викторија Плзењ   | 0 : 1      | 0 : 1            | 4.                 |
| 2023/24. | УЕФА Лига конференције | Група Ц     | Астана            | 1 : 2      | 0 : 0            | 4.                 |